# Каликин, Фёдор Антонович
Фёдор Антонович Каликин (1876, Гавриловская, Тотемский уезд, Вологодская губерния — 1971, Ленинград) — российский и советский реставратор, этнограф, собиратель древнерусских рукописей.

## Биография
Родился в семье старообрядческого иконописца Антона Семёновича Каликина. С 1891 по 1905 год учился иконописному мастерству и работал иконописцем в селе Кимры Тверской губернии. В 1906 году переехал в Санкт-Петербург, учился реставрационному мастерству у И. И. Рачевского. Реставрировал иконы из собрания Н. П. Лихачёва.
С 1910 по 1914 год работал реставратором, в том числе выполнял реставрационные работы по заказу Русского музея. С 1913 по 1917 год служил в армии.
С 1919 по 1928 год работал реставратором и старшим экспертом Музейного отдела по делам музеев и охране памятников искусства и старины Народного комиссариата просвещения.
С 1931 по 1952 год работал реставратором в Государственном Эрмитаже, в 1933—1946 годах заведовал реставрационной мастерской Эрмитажа. В 1950 и 1953 году работал реставратором в Русском музее, где систематизировал по школам и датировке коллекцию иконописных прорисей объёмом более десяти тысяч листов. В 1952, 1954 и 1955 году принимал участие в археологических экспедициях АН СССР.
С 1955 году вновь на работе в Государственном Эрмитаже, с 1957 года — реставратор высшей категории. Принимал участие в многочисленных экспедициях по Русскому Северу, приобрел для Эрмитажа десятки икон XIII—XVII вв.
Сестра Ф. А. Каликина Софья Антоновна, в 1970-е жившая в г. Архангельске, также занималась иконописью и восстановлением древних икон. 
Скончался в 1971 году в Ленинграде. Похоронен на Северном кладбище. Долгое время могила считалась утраченной, однако она была обнаружена в ноябре 2020 г. сотрудником МАЭ (Кунсткамера) РАН Денисом Ермолиным.

## Наследие и память

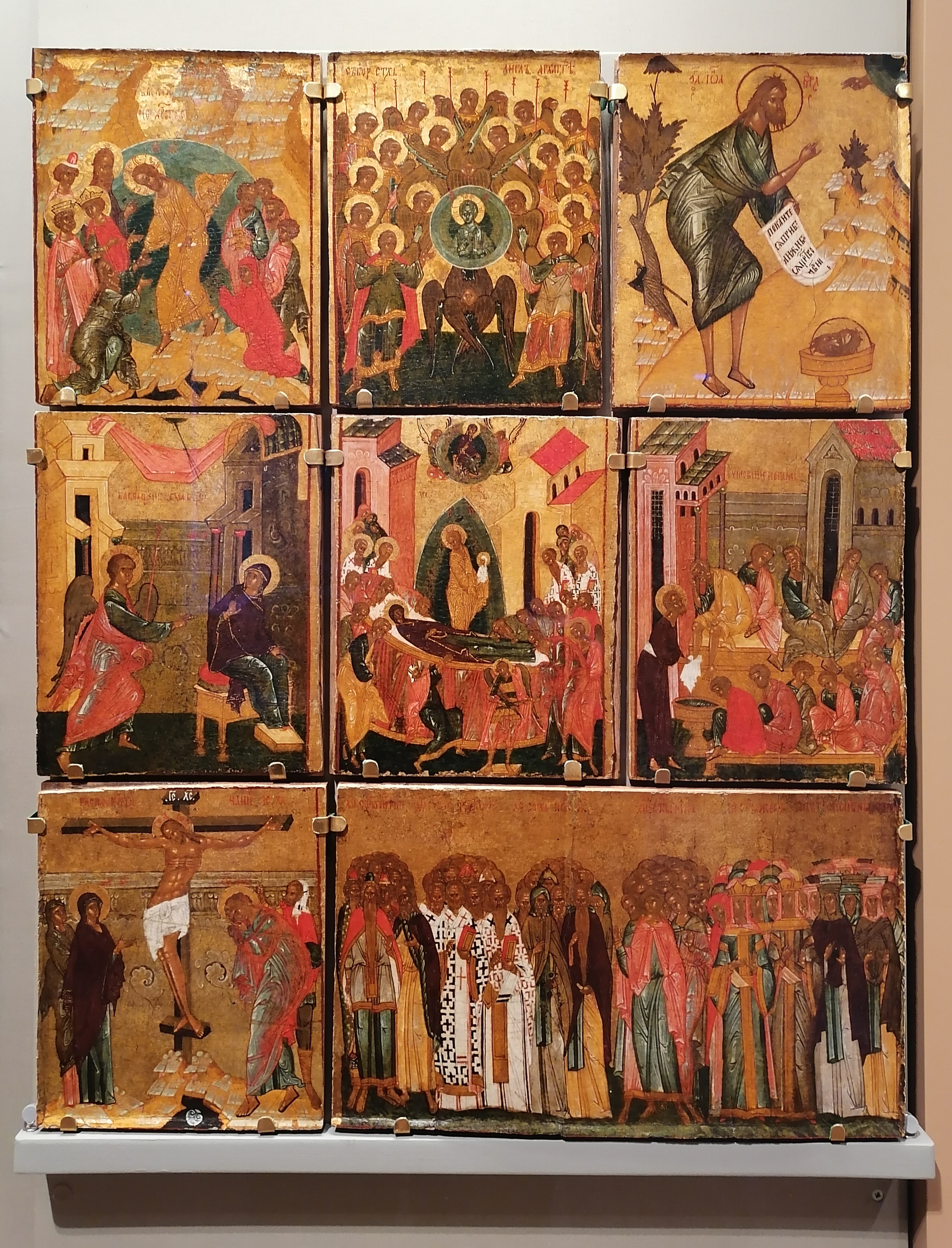
Икона «Шестоднев» из собрания Ф. А. Каликина. В 1961 году подарена им Государственному Эрмитажу

Собрания Ф. А. Каликина хранятся в ведущих российских учреждениях науки и культуры. В частности, в научно-исследовательском отделе рукописей Библиотеки Российской академии наук хранится фонд 193, «Коллекция Каликина Ф. А.», включающая в себя 193 рукописи древнерусской традиции XIV—XX вв., именное собрание Ф. А. Каликина есть также в Древлехранилище Института русской литературы РАН. В архиве Института истории материальной культуры РАН хранится фонд 18 «Ф. А. Каликин», представляющий собой собрание фотоснимков, сделанных в экспедициях 1912—1914 гг.
12 марта 2019 г. в Библиотеке РАН состоялись научные чтения «Федор Антонович Каликин и его коллекции».
16 июня 2021 г. состоялся совместный выезд служителей Невской старообрядческой поморской общины и сотрудников Библиотеки РАН на могилу Ф.А. Каликина.
Переписка Ф. А. Каликина с И. Н. Заволоко будет издана в 20 томе «Библиотеки литературы Древней Руси».

## Сочинения
- Каликин Ф. А. Выгорецкий монастырь в настоящее время // Второй Всероссийский собор христианского поморского церковного общества. М., 1913.
- Каликин Ф. А. Портретное изображение псковского князя Довмонта // Труды отдела древнерусской литературы. Т. 28. М., Л., 1962. С. 272—276.